# Louis Blake Duff
Louis Blake Duff (1er janvier 1878 à Bluevale - 29 août 1959 à Welland) est un entraîneur canadien de soccer, connu pour avoir été le sélectionneur vainqueur des Jeux olympiques 1904, avec l'équipe canadienne de Galt FC.
Il a été éditeur pour le Welland Telegraph. Il a permis de lancer la carrière de Carl Dair, un typographe canadien de la région de l'Ontario.

## Palmarès
- Jeux olympiques
  - Médaille d'or en 1904